# آن بارتون
آن بارتون (بالإنجليزية: Anne Barton) هي ناقدة أدبية أمريكية، ولدت في 9 مايو 1933 في نيويورك في الولايات المتحدة، وتوفيت في 11 نوفمبر 2013 في كامبريدج في المملكة المتحدة.